# Rivendicazione dei diritti della donna
Rivendicazione sui diritti della donna: con critiche sui soggetti politici e morali (A Vindication of the Rights of Woman: with Strictures on Political and Moral Subjects), è un'opera scritta dalla filosofa e scrittrice britannica Mary Wollstonecraft nel 1792.
È considerata una delle prime opere femministe della storia. In essa, l'autrice risponde a intellettuali, teorici politici ed educatori del XVIII secolo che negavano l'opportunità dell'istruzione alle donne, e sostiene che queste ultime dovrebbero ricevere un'istruzione commisurata alla loro posizione nella società, affermando che le donne sono essenziali per la nazione perché educano i suoi figli e perché potrebbero essere "compagne" dei loro mariti negli affari, piuttosto che semplici mogli.
Invece di vedere le donne come "ornamenti per la società o proprietà da scambiare in matrimonio", Wollstonecraft parte dal presupposto che le donne sono esseri umani e, come tali, meritevoli degli stessi diritti fondamentali e inalienabili di cui godono gli uomini.

## Storia
Mary Wollstonecraft fu spinta a scrivere Rivendicazione dei diritti della donna dopo aver letto il rapporto scritto nel 1791 dal futuro membro del Congresso di Vienna Charles-Maurice de Talleyrand-Périgord per l'Assemblea nazionale francese, in cui il politico affermava che le donne da quel momento in poi avrebbero dovuto ricevere solo un'educazione domestica e dedicarsi esclusivamente alle "attività naturali femminili". Mary Wollstonecraft lanciò quindi un potente attacco contro i doppi standard contraddittori degli uomini, che da una parte accusavano le donne di essere "eccessivamente emotive" ma dall'altra tentavano in ogni modo di provocare reazioni forti in esse facendo certe dichiarazioni. Dopodiché si affrettò a completare l'opera in risposta diretta agli eventi in corso: intendeva scrivere un secondo volume ancora più ampio della sua opera, ma morì nel 1797 prima di completarlo e lasciando molti manoscritti non finiti.
Wollstonecraft dedicò la Rivendicazione proprio a Talleyrand, scrivendo nella prefazione: "Dopo aver letto con grande piacere un opuscolo che avete recentemente pubblicato, Vi dedico questo volume; per indurvi a riconsiderare l'argomento e a soppesare con maturità ciò che ho avanzato riguardo ai diritti della donna e all'istruzione nazionale".
Alla fine del 1791, venne pubblicata un'altra importante opera sulla condizione femminile: la Dichiarazione dei diritti della donna e della cittadina della protofemminista francese Olympe de Gouges, che rese la questione dei diritti delle donne centrale nei dibattiti politico-filosofici sia in Francia che in Gran Bretagna. Inoltre la Rivendicazione dei diritti della donna è il prosieguo delle argomentazioni di Wollstonecraft già inizialmente esposte nella Rivendicazione dei diritti degli uomini (1790), in cui smentì la tesi delle Riflessioni sulla Rivoluzione in Francia scritte statista britannico Edmund Burke e difese gli ideali illuministi di progresso.

## Sinossi
Uno degli argomenti centrali nell'opera di Mary Wollstonecraft è l'istruzione delle donne, che dovrebbe tendere alla razionalità al pari di quella maschili, invece che alla sensibilità, per la quale si credeva che le donne fossero più inclini, perché disposte di "nervi più acuti" ed emotività maggiore secondo la mentalità dell'epoca. Ciò è sostenuto anche da Janet Todd, un'altra studiosa che ha teorizzato la sensibilità nella cultura del '700 e '800 nell'opera Sensibility: An Introduction (1986), scrivendo che "per molti in Gran Bretagna il culto della sensibilità sembrava aver femminilizzato la nazione, dato alle donne un'indebita importanza ed evirato gli uomini".
L'autrice sostiene che le donne devono avere una formazione adeguata ed una posizione nella società, poiché esse sono indispensabili alla nazione, per il loro ruolo nell'educazione ai figli e per il sostegno assiduo e continuo che esse offrono ai propri mariti, prima del dovere di moglie. Invece di considerare le donne come oggetti di ornamento per la società di proprietà del proprio uomo o merci di scambio e d'acquisto mediante il matrimonio, la Wollstonecraft sostiene che esse sono esseri umani che meritano gli stessi diritti fondamentali degli uomini. Wollstonecraft denuncia inoltre la disuguaglianza tra uomo e donna all'interno del matrimonio, e sottolinea come il vincolo coniugale sia sempre e comunque più svantaggioso per la moglie che per il marito, perché tra i due coniugi la più limitata è lei.
Il primo capitolo dell'opera affronta la questione dei diritti naturali e in esso Mary Wollstonecraft riflette su chi, nel mondo in cui ella vive, goda realmente di quei diritti inalienabili tanto declamati nelle carte costituzionali mondiali. Risponde che poiché i diritti naturali sono dati da Dio agli umani, negarli ad una fetta di popolazione è come commettere peccato contro la volontà divina. La Rivendicazione affronta quindi non solo temi specifici trattati in Francia e in Gran Bretagna, ma anche questioni più ampie sollevate dai grandi filosofi politici dell'epoca, quali John Locke e Jean-Jacques Rousseau.
Nel paragrafo finale del capitolo 9 della sua opera, Mary Wollstonecraft inserisce una sintesi di quanto esposto nei capitoli precedenti:
Inoltre, la scrittrice spiega che "le donne sono private della capacità di ragionare, come i soldati", dato che entrambi sono istruiti sin dall'infanzia ad ubbidire ad un'autorità superiore a loro: nel caso dei soldati, al generale, mentre nel caso delle donne al padre e poi al marito.
In più, nel 2002 Claudia Johnson, una tra i maggiori studiosi della figura di Mary Wollstonecraft, nella sua opera The Cambridge Companion to Mary Wollstonecraft ha definito la Rivendicazione dei diritti della donna "un manifesto repubblicano", dato che in esso la scrittrice si richiama alla tradizione del Commonwealth del XVII secolo e tenta di ristabilire un ethos repubblicano al dibattito culturale della sua epoca. Infatti, la visione di Wollstonecraft non abolisce i ruoli di genere, ma anzi vuole mantenerli ben separati, per il corretto funzionamento dello Stato. Infatti, secondo Johnson, Mary Wollstonecraft "considera il crollo della distinzione dei ruoli di genere come il difetto principale della sua epoca e come conseguenza negativa del sentimentalismo eccessivo. Il problema che mina la società, secondo lei, sono gli uomini 'femminilizzati'".

## Stile
Nella sua opera Mary Wollstonecraft utilizza il linguaggio della filosofia, e infatti sceglie come forma di scrittura quella del trattato, con tesi, argomentazioni e princìpi. Tuttavia, nello stile di Wollstonecraft non manca anche un tono personale e soggettivo: infatti la scrittrice utilizza spesso parole come "io" e "tu", punti esclamativi e riferimenti autobiografici per donare alla propria opera una voce del tutto femminile. Inoltre l'opera mescola il genere del trattato filosofico con quello del racconto breve e del romanzo, generi letterari all'epoca associati alle donne.
Nonostante Wollstonecraft critichi l'eccessiva sensibilità che annebbia la ragione e ostacola la razionalità, spesso il tono del libro è volutamente acceso, vivace e intenzionato a provocare reazioni forti nel lettore. Molti dei commenti più emotivi del libro sono diretti a Jean-Jacques Rousseau e al suo celebre Emilio (1762), in cui il filosofo francese elogia l'educazione creata "commisurata e illuminata" del bambino ma solo se maschio, ignorando completamente la questione dell'istruzione delle bambine.

## Struttura
La Rivendicazione dei diritti della donna è un saggio molto ampio (quasi 87.000 parole) che introduce tutti i suoi argomenti principali nei capitoli iniziali e che poi ne sviluppa uno per capitolo, ogni volta da un punto di vista diverso. Quindi l'opera ha una struttura ad anello. Adotta anche un tono ibrido che combina l'argomentazione razionale. Wollstonecraft nel trattare le diverse questioni utilizza un tono ibrido, che alterna l'argomentazione razionale con il fervore e l'emotività tipici della retorica, ma abbandona l'estremo rigore logico tipico della saggistica filosofica del diciottesimo secolo.

## Eredità
Dal Novecento ad oggi, l'opera è considerata una pietra miliare nella storia del femminismo, così come Mary Wollstonecraft è vista come una protofemminista, una pioniera del movimento per i diritti delle donne.
Quando l'opera venne pubblicata, non mancarono le critiche anche molto aspre nei confronti di Wollstonecraft, opinioni che persistettero per oltre un secolo, tanto che la Rivendicazione non venne ristampata fino alla metà dell'800 e mantenne una cattiva reputazione fino ai primi del '900. La scrittrice George Eliot nel 1850 scrisse: "C'è in diversi ambienti un pregiudizio infondato contro la Rivendicazione dei diritti della donna, che viene visto in un modo o nell'altro come un libro riprovevole, ma i lettori che lo leggono con questa idea resteranno sorpresi di trovarlo estremamente serio, da una morale seria e retta e perfino piuttosto pesante". Mary Wollstonecraft avrebbe rappresentato un modello per scrittrici e attiviste come appunto George Eliot.
La suffragista britannica Millicent Garrett Fawcett nel 1902 sarebbe stata tra i primi intellettuali a lodare l'opera di Wollstonecraft, definendo quest'ultima come "la madre della lotta per il diritto di voto".
La biografa della Wollstonecraft Emily W. Sunstein nel 1975 avrebbe definito la Rivendicazione dei diritti della donna "forse il libro più originale del secolo [dell'Ottocento]", dato che per la prima volta era una donna a scrivere sulla condizione femminile, senza pregiudizi maschili ma con la completa consapevolezza che un cambiamento del ruolo femminile non può dipendere da buone relazioni personali tra i due sessi, ma piuttosto dai diritti sociali, politici ed educativi che devono essere riconosciuti anche al sesso femminile.